# Promised You a Miracle
Promised You a Miracle è un singolo del gruppo musicale britannico Simple Minds, pubblicato nel 1982 dalla EMI Music Publishers come primo estratto dall'album New Gold Dream (81-82-83-84).
È più noto per essere il primo successo della band nel Regno Unito, raggiungendo il nº 13 della classifica britannica e rimanendovi 11 settimane. I precedenti nove singoli britannici non hanno dato risultati nella Top 40 di quel paese.
È l'unica canzone dell'album che include Kenny Hyslop come batterista di sessione in studio. Mike Ogletree e Mel Gaynor hanno contribuito per le altre otto tracce.
La canzone ha innescato per il gruppo un periodo prolungato di successo commerciale, durante il quale ha prodotto 21 hit di fila, fino a includere anche Glitterball del 1998 dall'album Néapolis. Inoltre gli ha consentito di esordire nello spettacolo televisivo musicale britannico Top of the Pops.
Il videoclip, diretto da Steve Barron, mostra i componenti della band che giocano in mezzo a delle immagini televisive a colori, intervallate da una modella che passa attraverso i raggi X di un aeroporto e poi a prendere il sole.
Nel 1987 è uscita una versione dal vivo nell'album In the City of Light.

## Tracce
Testi di Kerr, musiche dei Simple Minds.

### 7"
Lato A
1. Promised You a Miracle - 3:59

Lato B
1. Theme for Great Cities - 5:50

### 12"
Lato A
1. Promised You a Miracle (Extended Version) - 4:49

Lato B
1. Theme for Great Cities - 5:50
2. Seein Out the Angel (Instrumental) - 6:32

### CD (1990)
1. Promised You a Miracle - 4:54
2. Theme for Great Cities - 5:54
3. Seein Out the Angel (Instrumental Remix)° - 6:31

° Remixato da Ian Caple.

## Classifiche
Versione in studio
| Classifica (1982) | Posizione massima |
| ----------------- | ----------------- |
| Australia         | 10                |
| Belgio (Fiandre)  | 31                |
| Irlanda           | 25                |
| Nuova Zelanda     | 9                 |
| Paesi Bassi       | 25                |
| Regno Unito       | 13                |
| Svezia            | 17                |

Versione dal vivo
| Classifica (1987) | Posizione massima |
| ----------------- | ----------------- |
| Irlanda           | 8                 |
| Paesi Bassi       | 55                |
| Regno Unito       | 19                |